# ChEMBL
ChEMBL ili ChEMBLdb je manualno pripremljena hemijska baza podataka bioaktivnih molekula sa osobinama sličnim lekovima. ChEMBL održava Evropski Bioinformatički Institut (EBI), koji je baziran na Velkom Trustovom genomskom kampusu (engl. Wellcome Trust Genome Campus), u Hinkstonu, VB. Ova baza podataka je originalno bila poznata kao StARlite i razvijena od strane farmaceutske kompanije Galapagos NV. EMBL je ovu kolekciju kupila 2008. uz finansijsku pomoć Velkom Trusta. To je dovelo do formiranja ChEMBL hemogenomske grupe na EBI-u.

## Spoljašnje veze
- Kinazni SARfari Архивирано на веб-сајту  (15. мај 2016)
- -Arhiva zapostavljenih tropskih bolesti
- GPCR
- peptidi